# Franklin Park (Florida)
Franklin Park è un census-designated place degli Stati Uniti d'America situato nella parte centrale della Contea di Broward dello Stato della Florida.
Secondo le previsioni del 2010, la città ha una popolazione di 860 abitanti su una superficie di 0,20 km².